# 12171 Johannink
12171 Johannink (tên chỉ định: 2382 T-3) là một tiểu hành tinh vành đai chính. Nó được phát hiện bởi Cornelis Johannes van Houten, Ingrid van Houten-Groeneveld, và Tom Gehrels ở Đài thiên văn Palomar ở Quận San Diego, California, ngày 16 tháng 10 năm 1977. Nó được đặt theo tên Carl F. Johannink, nhà thiên văn học nghiệp dư và giáo viên trung học Hà Lan.